# Eumera hoferi
Eumera hoferi là một loài bướm đêm trong họ Geometridae.